# Rachel (Schauspielerin)

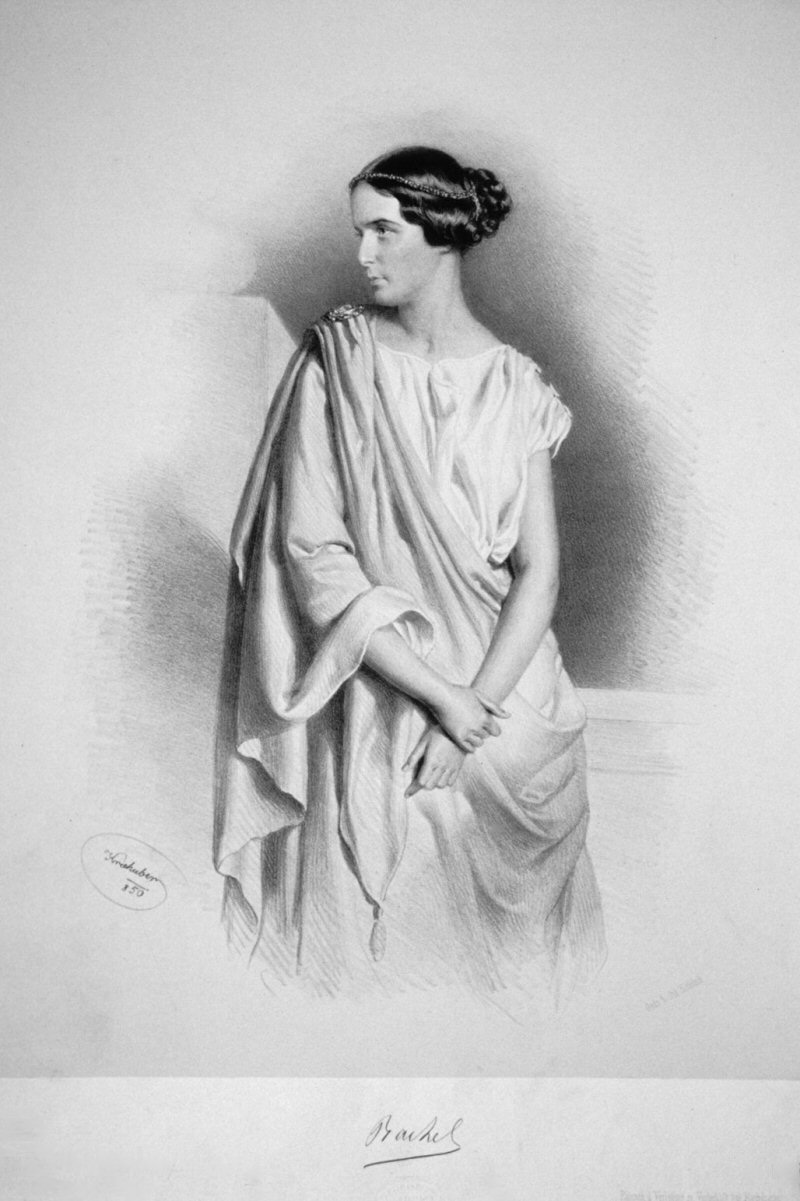
Rachel Felix (Lithographie von Joseph Kriehuber, 1850)

Rachel, auch Mademoiselle Rachel, eigentlich Élisa Rachel Félix oder Elizabeth-Rachel Félix (* 21. Februar 1821 in Mumpf, Kanton Aargau, Schweiz; † 3. Januar 1858 in Le Cannet in Südfrankreich), war eine französische Schauspielerin jüdischen Glaubens und galt als eine der größten Tragödinnen ihrer Zeit.

## Jugend
Rachel wurde zwar in der Schweiz geboren, war aber keine Schweizerin: Ihre Eltern waren wandernde jüdische Kleinkünstler und Hausierer. Sie kam als das zweite von sechs Kindern im Gasthof „Sonne“ in Mumpf zur Welt, wo ihre Mutter sich kurz aufhielt und zu erschöpft war, um nach Endingen im Surbtal zu gelangen, dem einzigen Ort in der Schweiz, wo Juden zu jener Zeit ein Aufenthaltsrecht hatten.
Ursprünglich stammte die Familie aus dem Elsass, sprach Französisch und Deutsch und zog im Laufe der Jahre durch französische Städte wie Besançon, Lyon oder Saumur. Um die Haushaltskasse aufzubessern, hielt der Vater seine zwei ältesten Töchter Rachel und Sarah dazu an, auf der Straße, später auch in Musikcafés, Lieder zur Gitarrenbegleitung zu singen und Fabeln zu rezitieren. Bald fiel Rachel, als sehr klein und zierlich geschildert, durch ihre ungewöhnlich ausdrucksstarke und klare Stimme auf. Alexandre-Étienne Choron, Leiter einer Pariser Gesangsschule, entdeckte sie und holte sie gemeinsam mit ihrer Familie in die französische Hauptstadt, wo sie in ärmlichen Verhältnissen lebten. Mit Hilfe von Spendern konnte Rachel eine Schauspielschule besuchen und beim Schauspieler Saint-Aulaire neben der Kunst des Deklamierens auch Lesen und Schreiben lernen.

## Schauspielkarriere

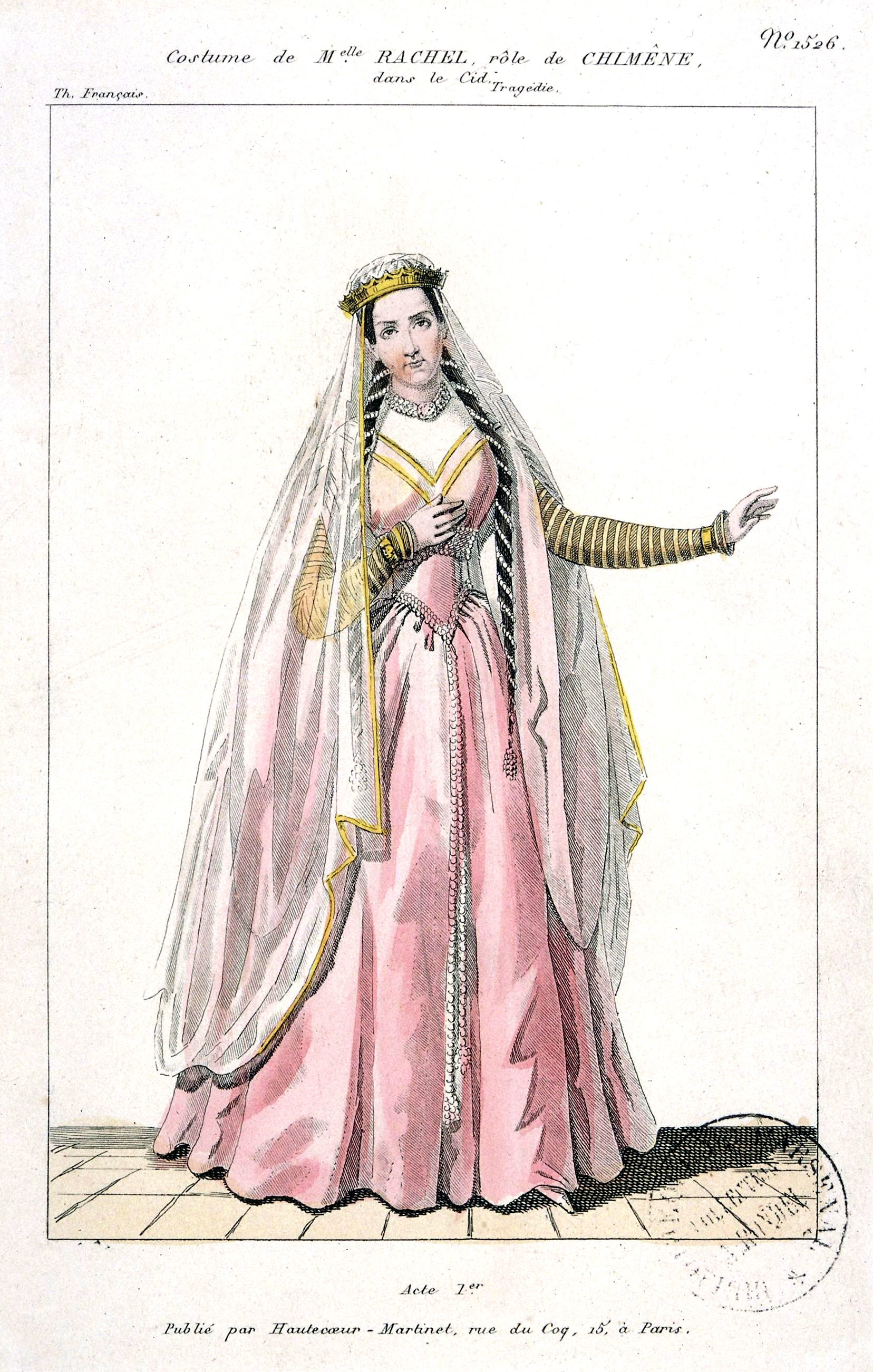
Rachel als Chimène in Le Cid von Corneille

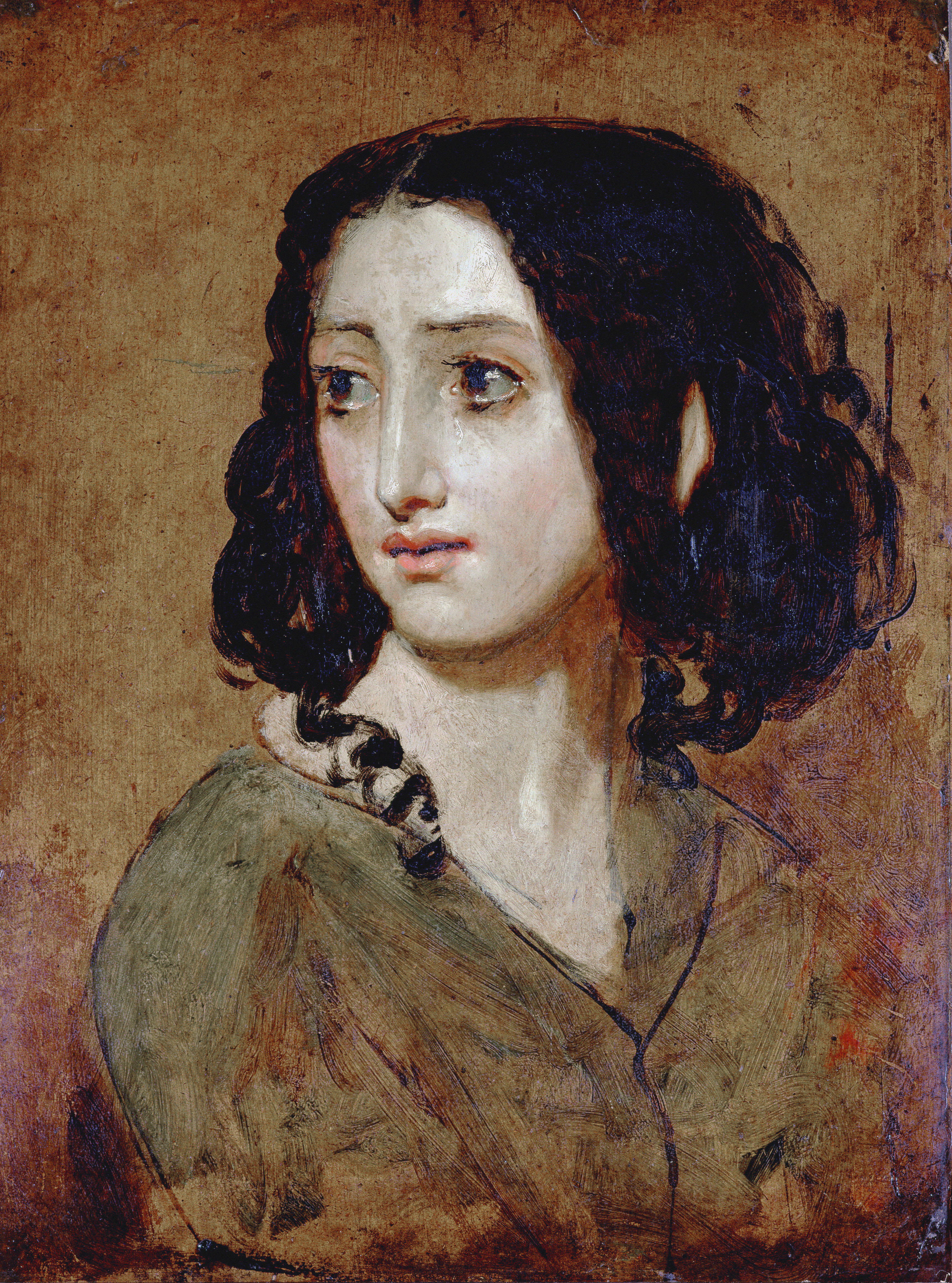
Porträt von Rachel, gemalt von William Etty, ca. 1840

Ab 1837 spielte sie zunächst im Théâtre du Gymnase Marie Bell, einem Vaudeville-Theater für eine Jahresgage von 4.000 Francs unbedeutende Rollen, fiel aber den Theaterkritikern durch ihr Talent auf. Dort lernte sie auch ihre lebenslange Freundin und Förderin, die Schauspielerin und Salondame Juliette Récamier kennen. 1838 debütierte Rachel an der berühmten Comédie-Française (Théâtre Français) in einer Hauptrolle, ein beruflicher Ritterschlag für jeden französischen Schauspieler. Ihre brillante und selbstbewusste Interpretation der Camille in Pierre Corneilles Tragödie Horace machte sie über Nacht zum neuen Star am Pariser Theaterhimmel.

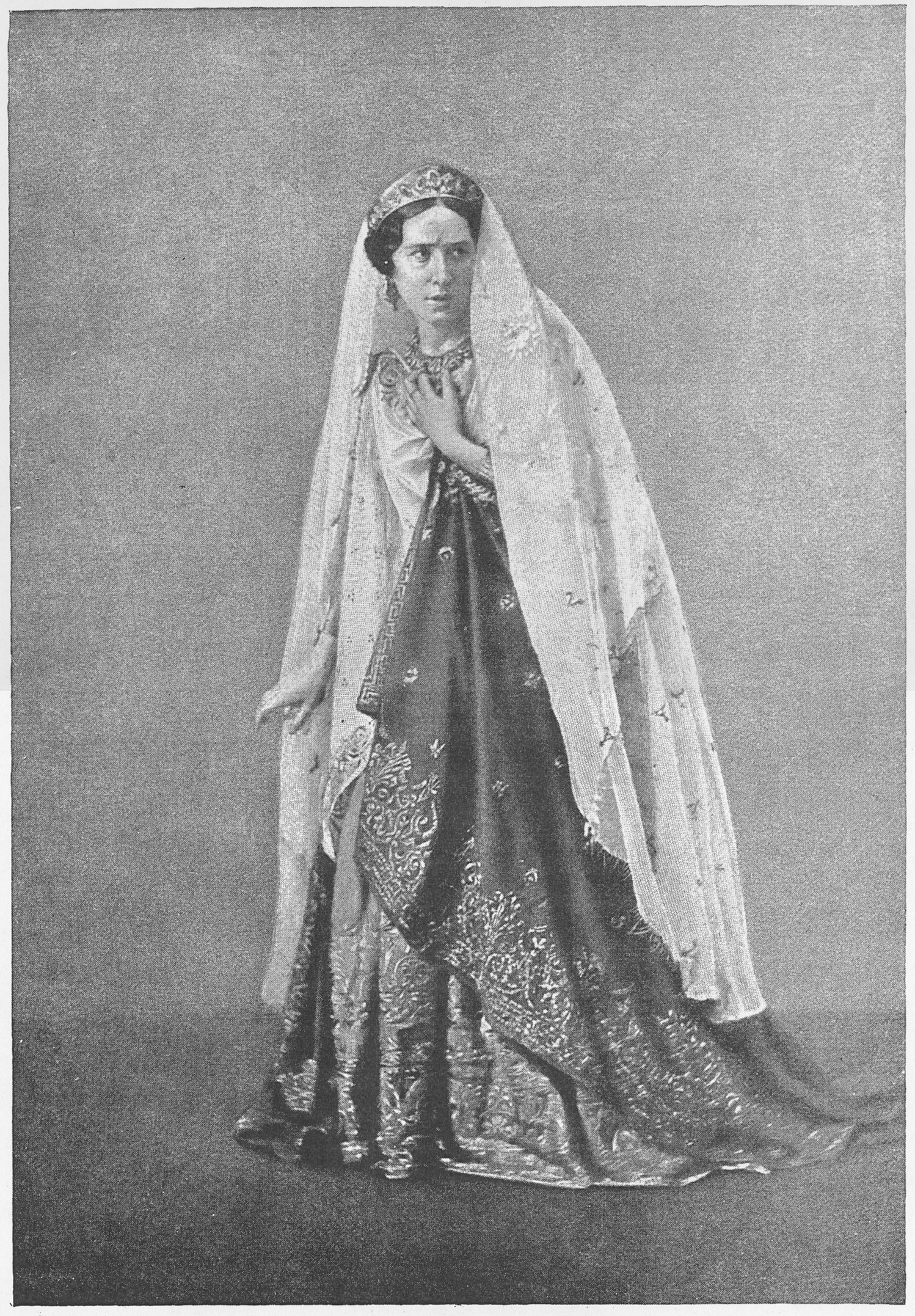
Rachel als Phädra im gleichnamigen Drama von Racine

Sie trat nur noch als Rachel bzw. Mademoiselle Rachel in Erscheinung und wurde unter diesem Namen europaweit berühmt. Fortan stand sie in allen Stücken des klassischen französischen Theaters auf der Bühne und überzeugte Publikum und Kritik vor allem in Tragödien von Corneille und Jean Racine. Kritiker lobten besonders ihren schnörkellosen, nahezu strengen Stil und die klare Diktion ihrer kräftigen Stimme, was in Verbindung mit ihrer sehr schlanken und kleinen Erscheinung und den großen dunklen Augen einen eigenartigen Reiz auf das Publikum ausgeübt haben muss. Zeitgenössische Dichter wie Alfred de Musset priesen sie als „Genie“, Stendhal meinte, Rachel habe die Tragödie geradezu „erfunden“, und für den deutschen Revolutionär Carl Schurz hinterließ ihre Aufführung 1850 in Berlin, die er in seinen Lebenserinnerungen voller Begeisterung schildert, einen „der überwältigendsten Eindrücke meines Lebens“. Der Schweizer Dichter Gottfried Keller sah sie zur selben Zeit und schrieb an Hermann Hettner: „Sie hat viel Manier, ist aber trotzdem eine großartige Person und die oder vielmehr der größte Künstler, den ich kenne“. Mit 20 Jahren wurde die junge Tragödin festes Ensemblemitglied des Théatre Français und feierte 1842 mit ihrer Interpretation von Racines Phädra den größten Triumph ihrer Karriere; König Louis-Philippe gratulierte ihr persönlich. Legendär sind auch ihre Auftritte während der Revolution 1848, als sie Nacht für Nacht in der überfüllten Comédie-Française, nun umbenannt in „Théâtre de la République“, die Marseillaise sang.

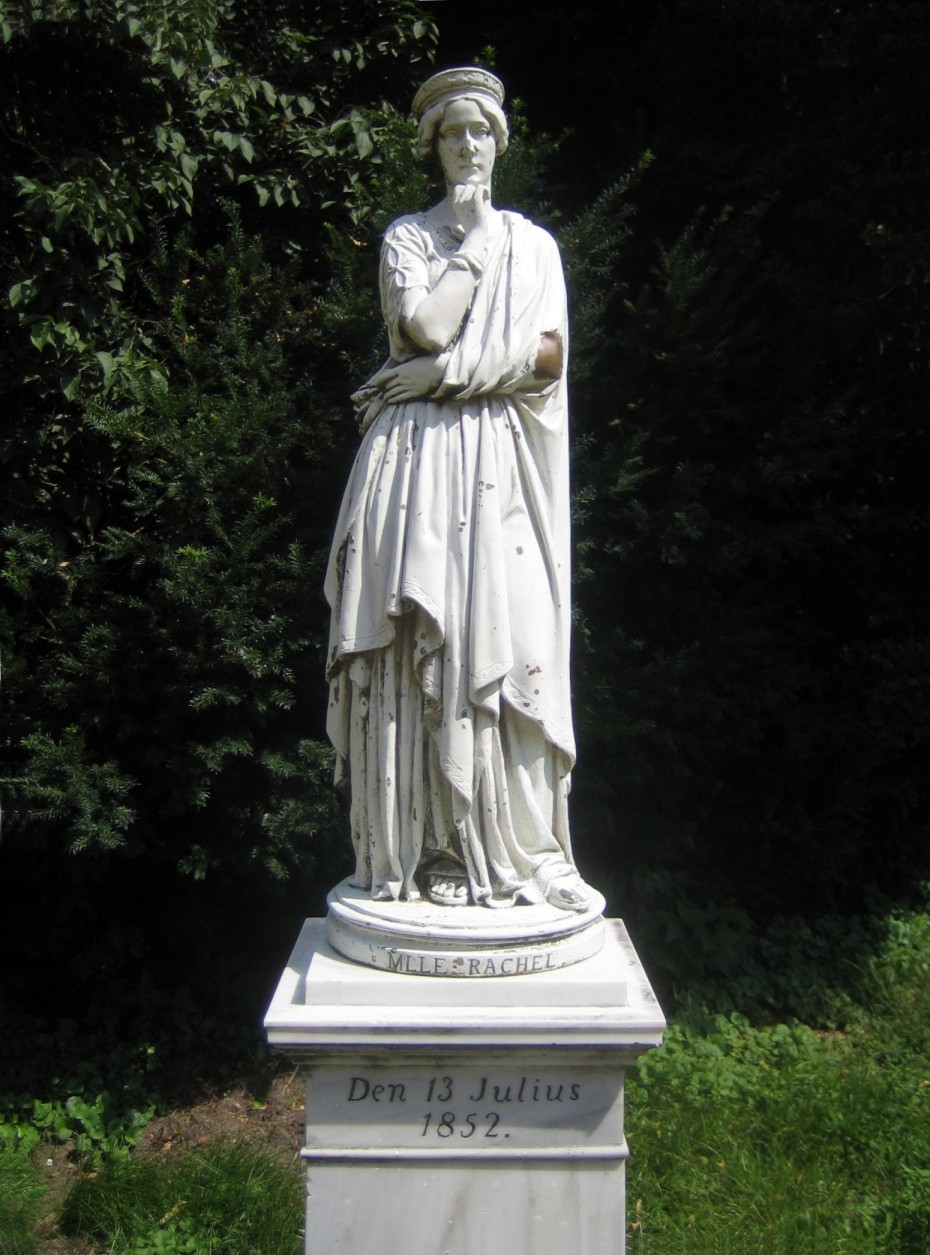
Statue auf der Pfaueninsel

Rachel ging auf Tourneen durch ganz Europa und wurde überall begeistert gefeiert. In Wien wurde sie vom Kaiser empfangen, im russischen Sankt Petersburg vom Zaren. Ihr Auftritt in London vor der königlichen Familie 1841 war ein gesellschaftliches Großereignis. 1852 ließ ihr der preußische König anlässlich ihres dortigen Gastspiels vor dem preußischen Hof und dem russischen Zaren eine Statue auf der Pfaueninsel im Südwesten Berlins errichten; Abgüsse ihrer Büste wurden als Souvenir verkauft, im besonders Rachel-begeisterten Zarenreich wurden sogar Parfüms nach ihr benannt. Selbst eine Wirkmaschine, die so genannte „Rachelmaschine“, trägt ihren Namen. Rachel war ein Star und verkehrte in den ersten Kreisen der Gesellschaft, sie war befreundet mit Adeligen, Politikern und Künstlern und führte einen eigenen Salon. Auch ihre Geschwister wurden Schauspieler und brachten es nicht zuletzt mit Hilfe der Schwester zu einigem Erfolg. Der Vater blieb bis zu ihrem frühen Tod ihr Impresario, der die gut dotierten Verträge aushandelte (aber auch manchmal mit seinen Forderungen derart überzog, dass Rachel – außer vom Publikum – überall eisig empfangen wurde).

## Privatleben
Mindestens ebenso turbulent wie ihr Berufs- war Rachels Privatleben, das immer wieder für Schlagzeilen in der Boulevardpresse sorgte. Sie soll zahllose Affären mit Männern aus allen Gesellschaftsschichten gehabt haben, vom One-Night-Stand mit Unbekannten bis hin zu längeren Beziehungen zu Prominenten. Sie bekam zwei Söhne, 1844 Alexandre von Napoléon Bonapartes unehelichem Sohn Alexandre Colonna-Walewski, und 1848 Gabriel-Victor (genannt „Zozo“) von einem Enkel des Generals Henri-Gratien Bertrand. Geheiratet hat sie nie, ihre einzigen lebenslangen Bindungen blieben die Familie und Freundschaften, persönliche Unabhängigkeit bedeutete ihr alles. An Walewski, der sich über ihre Promiskuität beschwerte, schrieb sie: „Ich bin so, wie ich bin: ich liebe die Mieter, aber nicht die Hausbesitzer.“

## Krankheit und Tod
Durch die langen, anstrengenden Tourneen, so in den Jahren 1853/54 durch Russland, ruinierte die körperlich zarte Rachel allmählich ihre Gesundheit. Als sie 1855 zu einer Gastspielreise in die Vereinigten Staaten aufbrach, war sie bereits lungenkrank. Die Tournee wurde zum ersten Misserfolg in ihrer Laufbahn, da das amerikanische Publikum mit ihrem Vortrag zumeist nichts anfangen konnte. Bereits an Lungentuberkulose erkrankt kehrte sie nach Europa zurück und reiste 1856 nach Ägypten. Ihre letzte Lebenszeit verbrachte sie im südfranzösischen Le Cannet bei Freunden, wo sie 1858 verstarb. Unter großer Anteilnahme der Bevölkerung wurde sie auf dem jüdischen Teil des Friedhofs Père-Lachaise in Paris in einem Mausoleum beigesetzt.

## Nachwirkung

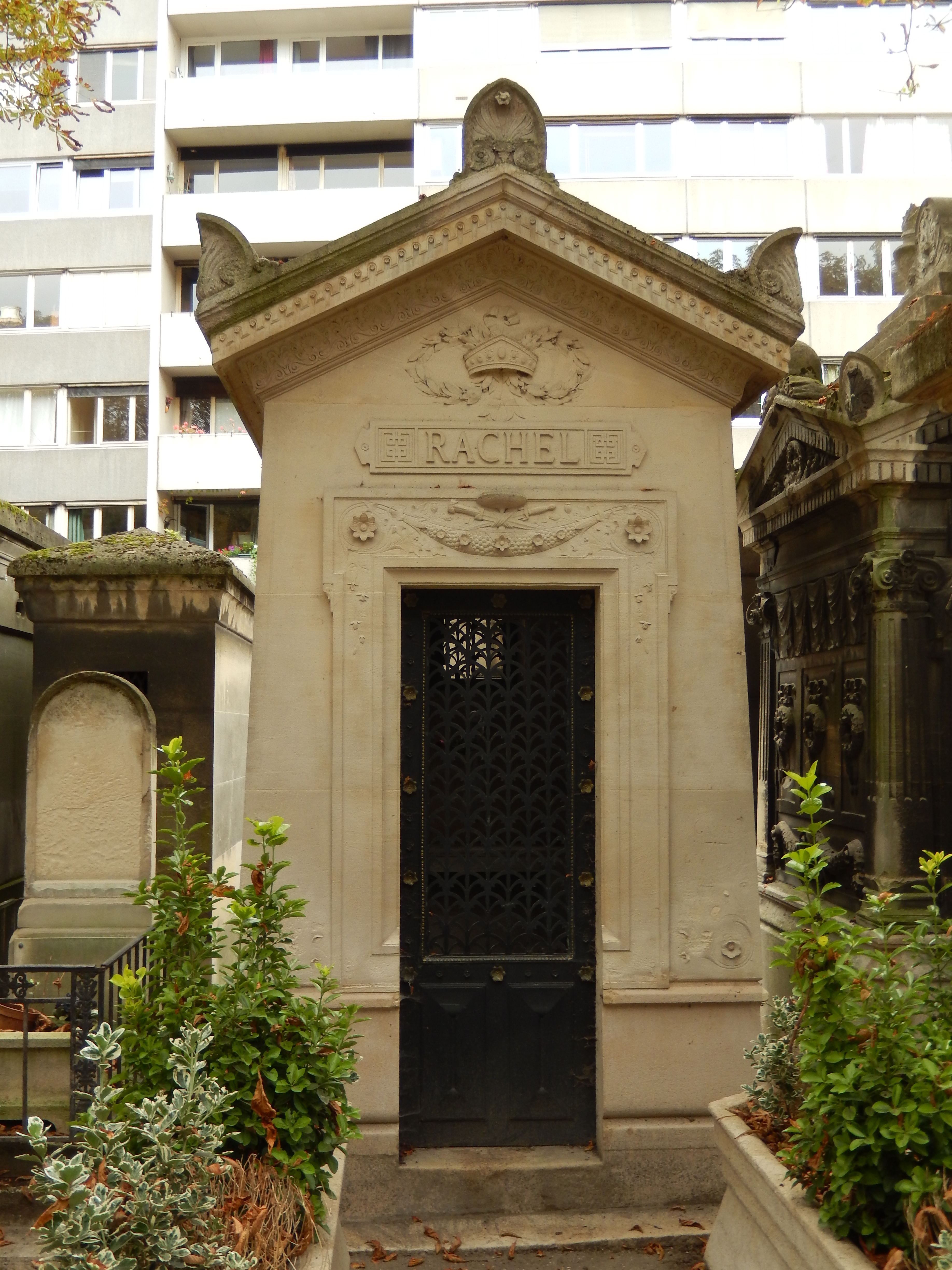
Grab Rachels auf dem Friedhof Père-Lachaise

Rachel gilt in der Theatergeschichte als große Reformerin der darstellenden Kunst, die die Schauspielkunst vom übertriebenen Pathos ihrer Vorgängerinnen befreite und die französischen Klassiker zu ihren Wurzeln zurückführte. Die Schriftstellerin Charlotte Brontë, die Rachel 1841 in London auf der Bühne gesehen hatte, gestaltete in ihrem Roman Villette den Charakter der Vashti nach der Schauspielerin: 

„Eine Zeitlang – eine lange Zeit – dachte ich, es sei nur eine Frau, die sich machtvoll und anmutig vor dieser Menge bewegte. Zunehmend erkannte ich meinen Irrtum – siehe! Ich fand an ihr etwas, das weder von einer Frau noch von einem Mann stammte: in jedem ihrer Augen saß ein Teufel... Sie war der Inbegriff von Hass, Mord und Wahnsinn. Es war ein wundervoller Anblick, eine gewaltige Offenbarung. Es war ein Spektakel, niedrig, schrecklich, unmoralisch.“

Ludwig August Frankl widmete „Der ersten Schauspielerin Frankreichs“ sein 1842 erschienenes romantisches Gedicht Rachel, dem ein achtstrophiges Widmungsgedicht vorangestellt ist:
Was Dichter tragisch tief entwarfen

Begeistert singt es nach Dein Ton,

Erschütternd, wie die hundert Harfen

Am Waidenbaum vor Babilon.

[…]

Und opfernd stehst Du am Altare,

Mit hellem Geist und keuschem Sinn –

Ich grüße Dich[,] Du wunderbare,

Du geistentflammte Priesterin!
Rachel Felix wurde die Hauptgestalt in Rahel Meyers biographischer Novelle Rachel (1859), in der es um das Festhalten am jüdischen Glauben angesichts der Versuchungen in der Gesellschaft geht.
Die Avenue Rachel, die zum Friedhof Montmartre führt, ist nach ihr benannt.
2004 widmete das Museum für Kunst und Geschichte des Judentums in Paris ihr eine Ausstellung.

## Familie
Auch Rachel Felix’ Schwestern Sarah, Rebekka, Dina und Lea wurden Schauspielerinnen, ebenso eine entferntere Verwandte, Judith Bernat.